# Crimes de Montluçon
Les Crimes de Montluçon désignent les événements liés à un triple homicide et un viol commis dans la ville de Montluçon dans l'Allier en mars 2017.
Deux hommes sont accusés d'avoir tué un couple de retraités, violé une jeune femme et tué une autre personne âgée en l'espace de 10 jours.
Le 22 novembre 2019, le premier homme est condamné à une peine de réclusion à perpétuité. Le deuxième, mineur au moment des faits, à 30 ans de réclusion criminelle. Les peines sont confirmées en appel un an plus tard.

## Faits
En l'espace de 10 jours, durant le mois de mars 2017, quatre crimes sont commis dans le quartier de la Ville-Gozet à Montluçon dans l'Allier. Dans la nuit du 2 au 3 mars, un couple de retraités est assassiné : Ginette et Massimo Degl'Innocenti ont respectivement 85 et 71 ans. Le 11 mars, une jeune femme est violée en réunion dans un appartement du centre-ville, son compagnon est présent et ligoté par les agresseurs. Le corps de Jeanine Ponce, 74 ans, est retrouvé le 13 mars,.

## Enquête et procès
L'enquête est menée par des enquêteurs du SRPJ de Clermont-Ferrand sur les trois affaires, ils sont en lien avec le procureur de la République Éric Mazaud, à Cusset. 
Deux hommes originaires de Mayotte sont arrêtés, ils ont 18 et 17 ans, et sont surnommés les « Barbares de Montluçon,. » Une troisième personne est mise en cause pour l'affaire du viol, et les enquêteurs soupçonnent un lien avec les meurtres,.
La Cour d'assises des mineurs de l'Allier condamne, le 22 novembre 2019, Zaki Ali Toumbou à une peine de réclusion perpétuité et D.A à une peine de 30 ans de réclusion criminelle pour meurtres accompagnés ou suivis d'actes de torture ou de barbarie,,. Le 22 novembre 2020, ils écopent de la même peine devant la Cour d'assises des mineurs de Moulins.